# توماس برون إريكسن
توماس برون إريكسن (بالدنماركية: Thomas Bruun Eriksen)‏ مواليد 13 فبراير 1979، هو دراج دانمركي سابق في صنف سباق الدراجات على الطريق.

## وصلات خارجية
- الموقع الرسمي

## روابط خارجية
- توماس برون إريكسن على موقع الاتحاد الدولي للدراجات (الإنجليزية)
- توماس برون إريكسن على موقع أرشيف الدراجات (الإنجليزية)
- توماس برون إريكسن على موقع إحصائيات الدراجات الإحترافية (الإنجليزية)
- توماس برون إريكسن على موقع نسبة الدراجات (الإنجليزية)
- Danish cycling union profile